# Thierry Mauvignier
Thierry Mauvignier, né à Tours en 1965, est un réalisateur, documentariste français. Il est le frère de l'écrivain Laurent Mauvignier. Il commence sa carrière en tant que projectionniste pour le Futuroscope et réalise quelques courts métrages pour France 3 avant de se lancer dans le documentaire et la fiction.

## Biographie
Thierry Mauvignier grandit près de Tours, au côté de ses deux frères, l'écrivain Laurent Mauvignier et le metteur en scène Frédéric Mauvignier, ainsi que deux sœurs. Déjà très jeune, il se passionne pour le cinéma.

« J’ai été attiré par le cinéma dès tout petit. Je n’avais pas de caméra, mais je fabriquais des projecteurs avec du carton et une loupe. Je concevais mes propres diaporamas, j’étais passionné de cinéma et des films comme Le Bossu m’ont marqué. J’aimais aussi beaucoup les Belmondo. »

— Rapporté par Daniel Biron
Il se lance dans la réalisation puis obtient son BTS Audiovisuel. En 1997, il réalise son tout premier court métrage L'heure c'est l'heure avec comme acteurs ses neveux et ses nièces. Il enchaîne alors la réalisation de plusieurs courts métrages ainsi que des documentaires avec un ingénieur du son Michel Duponteil. En parallèle, il écrit des ouvrages destinés à la jeunesse et travaille en tant que vidéaste. En 2021, il réalise un court métrage sur une légende poitevine qu'il revisite avec l'aide de son frère Laurent Mauvignier, intitulé la légende des seigneurs assassins et apparaît dans le long métrage documentaire La légende de Thierry Mauvignier.réalisé par Dylan Besseau.

« Thierry est quelqu’un de formidable, on a passé une journée ensemble dans la forêt de Moulière avant son tournage, je l’ai trouvé très calme, il inspire une sympathie que j’apprécie beaucoup et en plus d’être humble c’est quelqu’un de très organisé ! »

— Rapporté par Dylan Besseau

## Réalisateur
- 1997 : L'heure c'est l'heure[6], court métrage France 3
- 1998 : La Mort au bout des doigts[7], court métrage France 3
- 1999 : J'irais au bord de la mer , court métrage
- 2003 : René Descartes , documentaire
- 2006 : Le Cinématographe, de l'ombre à la lumière[8], documentaire
- 2007 : Les Moissons d'autrefois[8],[9] , documentaire
- 2007 : Balade entre Pinail et Moulière[10],[8] , documentaire
- 2007 : Balade au fil du Clain[8] , documentaire
- 2007 : Courir le marathon[11], documentaire
- 2008 : Les Oubliés du Laos ou les Maquis d'Indochine co-réalisé avec Christophe Guyonnaud[8], documentaire
- 2008 : Balade au pays des singes[8] , documentaire
- 2008 : Canis lupus, dit le loup avec la voix de Pascal Durand[11],[12] , documentaire
- 2021 : La légende des seigneurs assassins (court métrage) avec Frans Boyer,  Yannick Jaulin, Michel Cordeboeuf, Joël Pyrène, Franck Beckmann[13],[14],[15],[16], co-écrit avec Laurent Mauvignier
- 2023 : Souvenir d'enfance - (court métrage) Dans le cadre du défi lancé par la cinémathèque de Nouvelle-Aquitaine - Sélection officielle pour le festival Pleins Feux sur le Film Français

## Écrivain
- 2005 : Canaïs le louveteau et le Petit Chaperon rouge adaptation de Jacob Grimm et Wilhelm Grimm[17]

## Participations
- 2021 : La légende de Thierry Mauvignier[18], réalisé par Dylan Besseau, documentaire Prime Video
- 2022 : Entretien avec Thierry Mauvignier[19], réalisé par Antoine Godet